# Monsky–Washnitzerkohomologi
Inom algebraisk geometri är Monsky–Washnitzerkohomologi en p-adisk kohomologiteori definierad för icke-singulära affina varieteter över kroppar med positiv karakteristik p introducerad av Monsky och  Washnitzer (1968) och Monsky (1968) som motiverades av arbetet av Dwork (1960). Idén är att lyfta varieteten till karaketristik 0 och sedan ta en passlig delalgebra av algebraiska de Rhamkohomologin av Grothendieck (1966). Konstruktionen förenklades av van der Put (1986). 